# 니가타현 제3구
니가타현 제3구(新潟県 第3区)는 일본의 중의원 선거구이다. 1994년 공직선거법으로 신설되었다.

## 지역
- 니가타시
  - 기타구 (니가타시) 일부
- 시바타시
- 무라카미시
- 고센시
- 아가노시
- 다이나이시
- 기타칸바라군
  - 세이로정
- 히가시칸바라군
  - 아가정
- 이와후네군
  - 세키카와촌
  - 아와시마우라촌